# Amos W. Barber

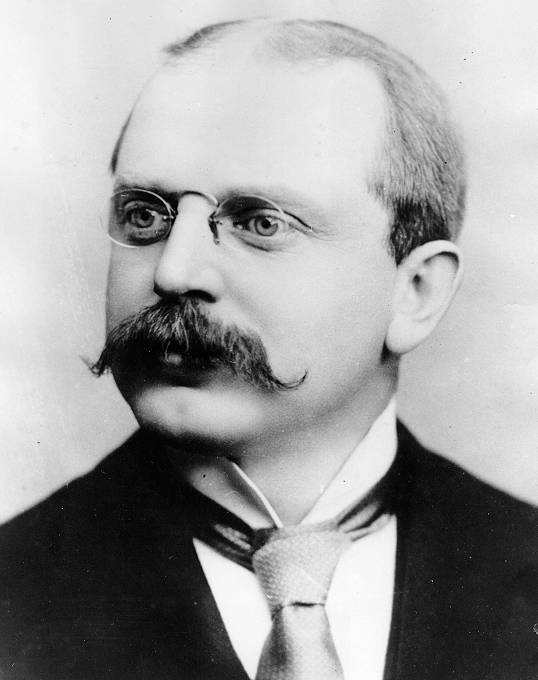
Amos W. Barber.

Amos Walker Barber, född 26 april 1861 i Doylestown, Pennsylvania, död 19 maj 1915 i Cheyenne, Wyoming, var en amerikansk republikansk politiker och kirurg. Han tjänstgjorde som guvernör i delstaten Wyoming 1890-1893.
Barber studerade vid University of Pennsylvania. Barber flyttade 1885 till Wyomingterritoriet. Wyoming blev 1890 delstat och Wyomingterritoriets guvernör Francis E. Warren tillträdde som den nya delstatens guvernör. Barber valdes till delstatens statssekreterare (Wyoming Secretary of State). Warren avgick i november 1890 för att tillträda som ledamot av USA:s senat. Barber tjänstgjorde som guvernör från 24 november 1890 fram till 2 januari 1893. Han återgick sedan till ämbetet som delstatens statssekreterare som han skötte fram till januari 1895.
Barber deltog i spansk-amerikanska kriget och återvände därefter till arbetet som läkare i Cheyenne.
Barbers grav finns på Lakeview Cemetery i Cheyenne.